# Seznam protioklepnih raketnih orožij druge svetovne vojne
Seznam protioklepnih raketnih orožij druge svetovne vojne.

## Seznam
Nemčija
- Panzerfaust
- Panzerschreck (Raketenpanzerbüchse 54)
- Püppchen (Raketenwerfer 43)

ZDA
- Bazooka

Združeno kraljestvo
- PIAT